# 젖은 풀 젖은 잎
"젖은 풀 젖은 잎"은 한국에서 제작된 임정수 감독의 1986년 영화이다. 이수진 등이 주연으로 출연하였고 고명철 등이 제작에 참여하였는데 원래 제목은 <그 순간 그 숨소리>였으나 심의에서 제목이 걸려 고쳐졌으며 대부분의 방화들과 똑같이 정사신들에 초점을 맞췄다는 지적이 있었다.

## 출연

### 주연
- 이수진
- 임영규
- 이순재
- 전양자

### 조연
- 김국현

## 기타
- 조명: 김윤덕